# Vitis mustangensis
Espèce
Classification APG III (2009)
Vitis mustangensis est une espèce de plante appartenant à la famille des Vitaceae.